# Leptocneria
Leptocneria is een geslacht van vlinders van de familie spinneruilen (Erebidae), uit de onderfamilie Lymantriinae.

## Soorten
- L. aurivillii Bryk, 1935
- L. binotata Butler, 1886
- L. reducta Walker, 1855